# Taunton (Massachusetts)
Taunton es una ciudad ubicada en el condado de Bristol en el estado estadounidense de Massachusetts. En el censo de 2010 tenía una población de 55.874 habitantes y una densidad poblacional de 445,6 personas por km².

## Geografía
Taunton se encuentra ubicada en las coordenadas 41°54′12″N 71°5′42″O / 41.90333, -71.09500. Según la Oficina del Censo de los Estados Unidos, Taunton tiene una superficie total de 125,39 km², de la cual 120,96 km² corresponden a tierra firme y (3,53%) 4,43 km² es agua.

## Demografía
Según el censo de 2010, había 55.874 personas residiendo en Taunton. La densidad de población era de 445,6 hab./km². De los 55.874 habitantes, Taunton estaba compuesto por el 87,24% blancos, el 4,96% eran afroamericanos, el 0,25% eran amerindios, el 1% eran asiáticos, el 0,04% eran isleños del Pacífico, el 3,13% eran de otras razas y el 3,37% pertenecían a dos o más razas. Del total de la población el 5,47% eran hispanos o latinos de cualquier raza.